# Szlávik István (díszlettervező)
Szlávik István (Budapest, 1951. január 6.–) Jászai Mari-díjas magyar díszlettervező, érdemes művész.

## Életpályája
Édesapja Dr. Szlávik István radiológus, orvos, édesanyja Polónyi Margit. 1971-1976 között végezte a Leningrádi Színművészeti Egyetem díszlet-jelmeztervező szakát.
1976-tól 1978-ig a kecskeméti Katona József Színház, 1978–1980 között a szolnoki Szigligeti Színház, 1980–1982 között a Miskolci Nemzeti Színház, 1982–1993 között a József Attila Színház, 1994-1998 a Nemzeti Színház, 1998-2011 között pedig Pesti Magyar Színház tagja volt.
Pályája kezdetétől korszakos jelentőségű rendezők munkatársa – például Ascher Tamás, Csiszár Imre, Major Tamás, Ruszt József, Székely Gábor, Zsámbéki Gábor, valamint Valló Péter – és előadásaik díszlettervezője. Eddigi, négy évtizedet felölelő pályája során több, mint 400 hazai és külföldi előadáshoz tervezett díszletet, sőt olykor jelmezt is. Dolgozott a Magyar Állami Operaházban, és az ország közel összes kőszínházának színpadán, külföldön több helyütt – például a Helsinki Nemzeti Színházban vagy a bécsi Theater Pygmalionban -, továbbá filmben és televíziónak is. Nyolc évig volt a Magyar Látványtervezők Társaságának az elnöke. Tanított a Színház- és Filmművészeti Egyetemen, valamint 2002 óta mesterséget oktat a Magyar Képzőművészeti Egyetemen, melynek címzetes egyetemi docense.
Ötször állított ki a Prágai Quadriennálén, először 1979-ben, valamint más nemzetközi platformokon is. 2004-ben, Díszletfirkák címmel, a POSZT ideje alatt a Pécsi Nemzeti Színházban volt kiállítása. Diákjai az általa kidolgozott, “A gyűjtő szobája” című mesterségbeli feladatukat állították ki a Prágai Quadriennálén 2011-ben és 2015-ben.
Felesége, Szakács Györgyi (1951) jelmeztervező. Gyermekei Szlávik Juli (1985) jelmeztervező és ifj. Szlávik István (1994).

## Színházi munkái
A Színházi Adattárban regisztrált bemutatóinak száma: díszlettervezőként: 303; jelmeztervezőként: 12.
| - Németh László: VII. Gergely (1976) - William Shakespeare: Periclés (1977) - Albee: Nem félünk a farkastól (1978) - Leigh-Wassermann: La Mancha lovagja (1979) - Brecht: Szecsuáni jólélek (1980) - Zorin: Varsói melódia (1981) - William Shakespeare: Lear király (1982) - Ibsen: Peer Gynt (1983) - William Shakespeare: III. Richárd (1983) - Brecht: Mahagony (1983) - Csehov: Cseresznyéskert (1984) - Mrozek: Tangó (1985) - Csehov: Három nővér (1985) - Molnár Ferenc: A testőr (1986) - Petrusevszkaja: Három lány kékben (1987) - Örkény István: Tóték (1987) - Huszka Jenő: Mária főhadnagy (1988) - Beaumarchais: A Bűnös anya (1989) - Ibsen: Nóra (1989) - Müller Péter: Szemenszedett igazság (1990) - Horváth Péter: Csaó, Bambinó! (1991) - Kálmán Imre: Csárdáskirálynő (1992) - Örkény István: Macskajáték (1993) - Molnár Ferenc: Olympia (1994) | - Presser Gábor: Képzelt riport egy amerikai popfesztiválról (1995) - MacDermot: Hair (1996) - Csehov: Ványa bácsi (1997) - William Shakespeare: Tévedések vígjátéka (1998) - Molnár Ferenc: A hattyú (1998) - Sütő András: Balkáni gerle (1999) - Szomory Dezső: Hagyd a nagypapát! (Szabóky Zsigmond Rafael) (2000) - William Shakespeare: Sok hűhó semmiért (2001) - Molière: Dandin György, avagy a megcsúfolt férj (2002) - Goldman: Az oroszlán télen (2003) - Schmidt: A fantasztikusok (2004) - Carlo Goldoni: A kávéház (2005) - Molnár Ferenc: Riviera (2006) - García Lorca: Bernarda Alba háza (2007) - Trier: Hullámtörés (2008) - Albee: Kényes egyensúly (2009) - Kesselring: Arzén és levendula (2010) - Shaw: Pygmalion (2011) - Háy Gyula: Mohács (2012) - Cooney: Páratlan páros (2013) |

## Filmjei
- Linda (1984)
- Csinszka (1987)
- Családi nyár (1995)
- A gyertyák csonkig égnek (2006)
- Vadászat angolokra (2007)
- Eszter hagyatéka (2008)

## Díjai
- Színikritikusok díja (1983)
- Novi Sade Triennálé: Ezüstérem (1984)
- Jászai Mari-díj (1990)
- A legjobb díszlet díja – IX. Horvát Színházi Fesztivál (2000)
- Főnix díj (2003, 2008)
- Érdemes művész (2021)[1]